# Linea KTX Gyeongbu
La linea KTX Gyeongbu (경부고속선 - 京釜高速線) è una ferrovia ad alta velocità sudcoreana, a scartamento ordinario, che collega Seul e Pusan con un percorso di 346,7 km. Sulla linea corrono i treni ad alta velocità Korea Train Express (KTX).

## Storia
La linea percorre un'area in cui vive circa il 70% della popolazione sudcoreana, e per questo all'inizio degli anni settanta sono iniziati i primi studi di fattibilità in collaborazione con le ferrovie francesi SNCF e quelle giapponesi Japan Rail.
L'inizio dei lavori data a partire dal 30 giugno 1992 per il tragitto Cheonan-Daejeon di 57 km da usare anche come percorso test per i futuri treni. Dopo 12 anni di lavori, il 1º aprile 2004 è stata inaugurata la parte Seul-Dongdaegu, mentre i treni percorrevano ancora la linea vecchia fino a Pusan.
A giugno 2002 partono i lavori per completare gli ultimi 128,1 km della tratta fra Dongdaegu e Pusan, inaugurati il 1º novembre 2010.
Attualmente sono in fase di costruzione i passaggi e le interconnessioni con le linee storiche nelle città di Daejeon e Taegu, con previsione di terminarle per il 2014, abbassando così i tempi di percorrenza fra Seul e Pusan a 1 ora e 57 minuti. Per il 2015 si prevede inoltre di aprire un'antenna per collegare la città di Pohang.

## Percorso
| Linea                           | Stazione    | Hangeul  | Hanja                                                                         | Collegamenti                                              | Distanza (km) (da Seul) | Posizione   | Posizione   |
| ------------------------------- | ----------- | -------- | ----------------------------------------------------------------------------- | --------------------------------------------------------- | ----------------------- | ----------- | ----------- |
| Linea Gyeongbu tradizionale     | Haengsin    | 행신     | 幸信                                                                          | Linea KTX Honam; Linea Gyeongui                           | -14,9                   | Deogyang-gu | Goyang      |
| Seul                            | 서울        | 서울     | Korail: Linee Gyeongui; Gyeongin; Gyeongbu; AREX Seoul Metro: Linea 1;Linea 4 | 0,0                                                       | Jung-gu                 | Seul        |             |
| Linea Gyeongbu ad alta velocità | Gwangmyeong | 광명     | 光明                                                                          | Korail: Linee KTX Honam; Gwangmyeong Seoul Metro: Linea 1 | 22,0                    | Gwangmyeong | Gwangmyeong |
| Cheonan-Asan                    | 천안아산    | 天安牙山 | Korail: Linee KTX Honam e Janghang                                            | 96,00                                                     | Asan                    | Asan        |             |
| Osong                           | 오송        | 五松     | Korail: Linee KTX Honam e Chungbuk                                            | 124,6                                                     | Cheongwon               | Cheongwon   |             |
| Daejeon                         | 대전        | 大田     | Korail: Linee Gyeongbu e Daejeon Metropolitana di Daejeon: Linea 1            | 159,8                                                     | Dong-gu                 | Daejeon     |             |
| Gimcheon-Gumi                   | 김천구미    | 金泉龜尾 | -                                                                             | 238,9                                                     | Gimcheon                | Gimcheon    |             |
| Dongdaegu                       | 동대구      | 東大邱   | Korail: Linee Gyeongbu e Taegu Metropolitana di Taegu: Linea 1                | 293,1                                                     | Dong-gu                 | Taegu       |             |
| Gyeongju                        | 경주        | 慶州     | -                                                                             | 342,1                                                     | Gyeongju                | Gyeongju    |             |
| Ulsan                           | 울산        | 蔚山     | -                                                                             | 372,1                                                     | Ulju-gun                | Ulsan       |             |
| Pusan                           | 부산        | 釜山     | Korail: Linea Gyeongbu Metropolitana di Pusan: Linea 1                        | 423,8                                                     | Dong-gu                 | Pusan       |             |

### Percorso su linea storica da Dongdaegu a Pusan
| Stazione | Hangeul | Hanja | Distanza (km) (da Seul) |
| -------- | ------- | ----- | ----------------------- |
| Miryang  | 밀양    | 密陽  | 348,4                   |
| Gupo     | 구포    | 龜浦  | 392,0                   |
| Pusan    | 부산    | 釜山  | 408,5                   |